# 岩尾別温泉
岩尾別温泉（いわおべつおんせん）は、北海道斜里郡斜里町岩尾別温泉にある温泉。知床国立公園内に位置する。

## 泉質
- ナトリウム・カルシウム - 塩化物・炭酸水素塩泉（低張性中性高温泉）[1]（旧泉質名：含土類食塩泉）
  - 源泉温度 62.4℃、pH 7.1（中性）[1]
  - 無色透明、無味、無臭
    - ホテル、無料露天風呂ともに、加水・源泉掛け流しである。
    - 飲泉可能。
    - 湯色は無色透明だが、硫黄由来の湯の花により青白く見える。

## 温泉地
一軒宿の「ホテル地の涯」が存在する。ホテル地の涯には男女別の内湯と混浴の露天風呂があり外来入浴もできる。また、素泊まりのみの山小屋である「木下小屋」も存在し、羅臼岳・知床連山への登山基地にもなっている。
ホテル近くの野外には無料で利用できる混浴露天風呂「三段の湯」「滝見の湯」が存在する。
冬季（例年11月下旬 - 4月下旬）はアクセス道路である道道93号が閉鎖されるため、温泉地も冬季は休業する。
「ホテル地の涯」は1996年（平成8年）まで日本秘湯を守る会に属していたが、現在は加盟していない。

## 歴史
- 古くからアイヌの人々には知られていた。
- 大正年間に形ばかりの旅館ができる。
- 昭和のはじめに羅臼岳の登山客を受け入れる木下小屋が開業。
- 1963年（昭和38年） - ホテル「地の涯」が開業。
- 1964年（昭和39年） - 三笠宮崇仁が羅臼岳登山の足がかりとして「地の涯」に宿泊。知名度が上がり、観光客が飛躍的に増加した。
- 1981年（昭和56年） - 土石流災害により宿泊客が孤立、自衛隊による救出が行われた。

- ホテル地の涯は2017年（平成29年）から一時閉館していたが2018年（平成30年）6月に再開した[3]。

## アクセス
- 鉄道：釧網本線知床斜里駅より斜里バスで最寄りの「岩尾別」バス停まで約1時間15分[4]。
- 道路：斜里町ウトロより、国道334号、北海道道93号知床公園線、町道岩尾別温泉道路を経て約15分[4]。